# Dactylella copepodii
Dactylella copepodii är en svampart som beskrevs av G.L. Barron 1990. Dactylella copepodii ingår i släktet Dactylella och familjen vaxskålar.   Inga underarter finns listade i Catalogue of Life.